# Alfa Romeo 8C
Alfa Romeo 8C byla série automobilů italské firmy Alfa Romeo, vyráběná v letech 1931 až 1939. Byla odvozena od současně vyráběné série 6C. Označení 8C pochází od osmiválce.
Typ 8C označuje 8válcový, řadový motor (za sebou dva bloky po 4 válcích) o zdvihovém objemu 2336 cm³. Vittorio Jano navrhl 8C v roce 1931. Kromě dvousedadlových sportovních vozů byl tento motor použit v prvním skutečném monopostu, jednomístném závodním voze na světě Alfa Romeo Tipo B/P3 z roku 1932. 
Jednalo se o sportovně-závodní vůz. Motor měl 8 válců a objem 2,3 l. Tento motor podával standardně bez kompresoru 142 k (104 kW) a s kompresorem v závodní verzi Monza 178 k (131 kW). První model tohoto vozu se jmenoval 8C 2300. Po něm se vyráběly modely 8C 2600 a 8C 2900A. Model 2600 měl motor o objemu 2,6 litru a byl vyráběn od roku 1933. Model 2900A byl vyráběn od roku 1935. V témže roce byl uveden i závodní Alfa Romeo 8C-35 se zdvihovým objemem 3822 cm³. V roce 1937 následoval sportovní 2900B. Nástupcem těchto osmiválcových modelů 8C byly od roku 1938 typy Alfa Romeo Tipo 308 (řadový osmiválec 2991 cm³ s vrtáním 69 a zdvihem 100 mm) a Alfa Romeo T158 "Alfetta" (řadový osmiválec 1479 cm³ s vrtáním 58 a zdvihem 70 mm).

## Jednotlivé modely
Tyto automobily byly vyráběny ve dvojím provedení, s dlouhým podvozkem - rozvor 3099 mm (Lungo - dlouhý) a s krátkým rozvorem 2751 mm (Corto - krátký). Pro závody v Le Mans byla verze Lungo ještě vybavena povinným zadním sedadlem.

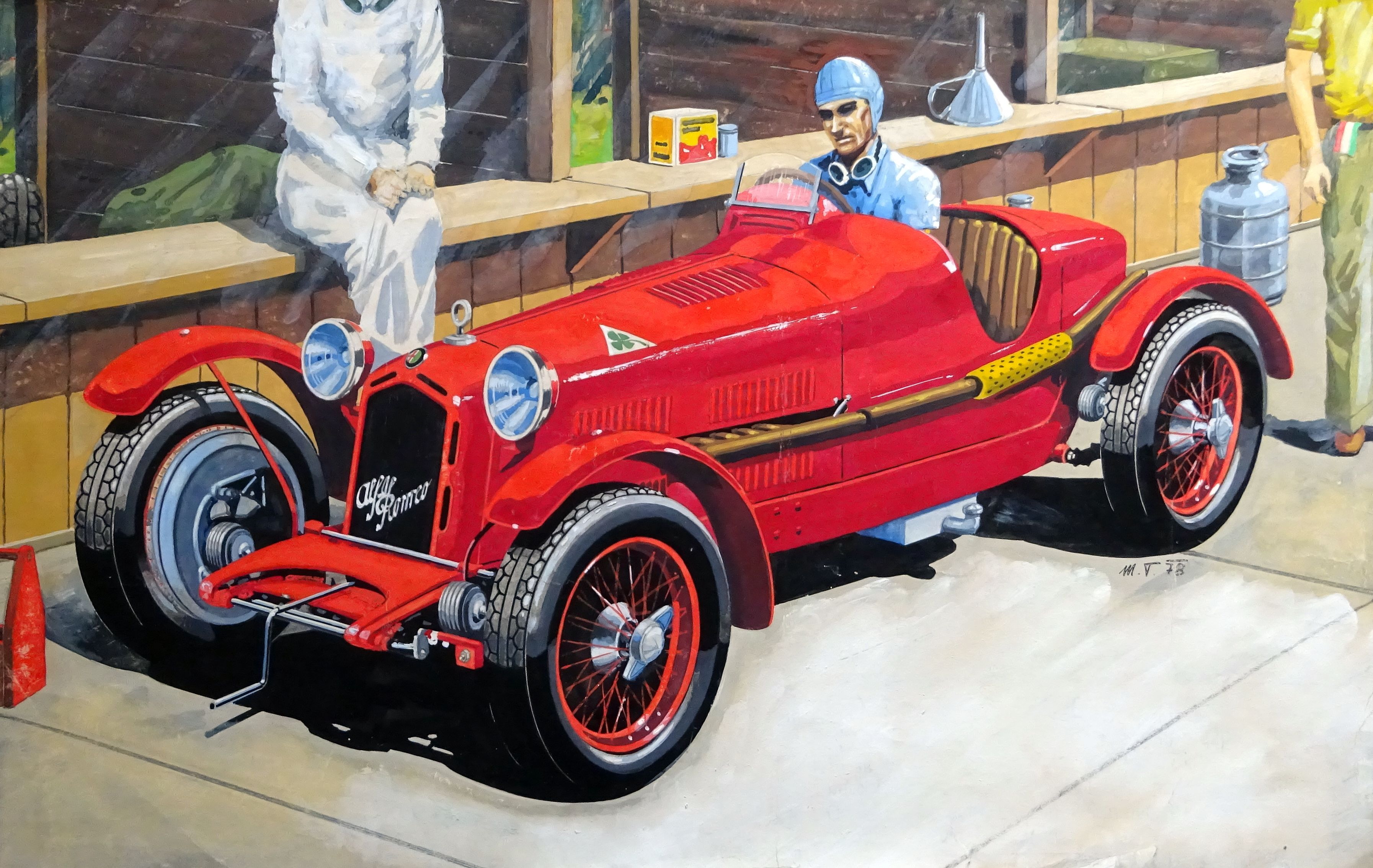
Alfa Romeo Monza (1931)

První automobil Alfa Romeo s osmiválcovým motorem byl typ Alfa Romeo 8C 2300. Přeplňování řadových osmiválců 2336 cm³ (vrtání 65, zdvih 88 mm, kompresor Roots, výkon 131 kW/178 k) se u sportovních vozů Alfa Romeo poprvé objevilo s krátkým podvozkem na Mille Miglia v dubnu 1931. Sportovní vozy byly vybaveny blatníky, světlomety a náhradním kolem (resp. koly). V květnu 1931 byla závodní varianta vozu Alfa Romeo Monza 2300 (Formule Libre/Grand Prix 750 kg) s krátkým rozvorem přihlášena pro Velkou cenu Itálie a Evropy v Monze. Campari společně s Nuvolarim tento závod vyhráli. Po tomto závodě se 2,3litrové závodní verze se označovaly jako „Monza“. Tyto vozy se zúčastnily i 2. ročníku závodu na Masarykově okruhu v Brně. Tazio Nuvolari, Baconin Borzacchini ani Eugenio Siena však nedojeli do cíle. V mistrovství Evropy jezdců 1931 se stal šampionem Ferdinando Minoia před Guiseppem  Camparim (oba Alfa Romeo 8C-2300). V roce 1931 Enzo Ferrari v jednom ze svých posledních závodů zvítězil na Alfa Romeo 8C 2300 MM v závodu do vrchu Bobbio-Passo del Penice (Piacenza).

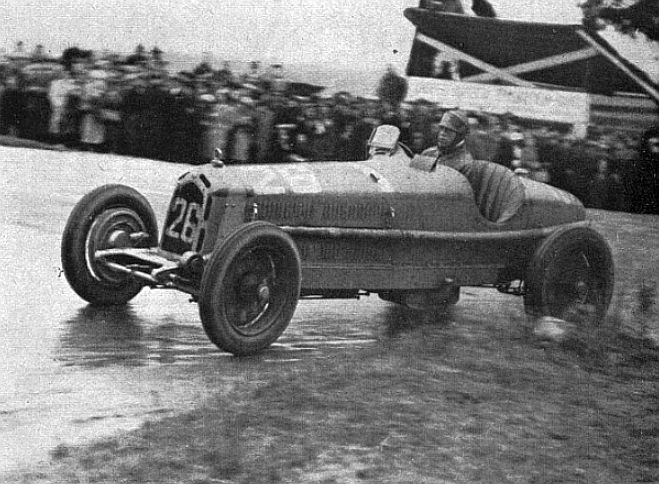
Jean-Pierre Wimille, Alfa Romeo 8C Monza, Masarykův okruh 1933

Tyto vozy byly od roku 1932 v továrním týmu Alfa Romeo postupně nahrazovány typem Tipo B/P3. V roce 1932 si vozy Alfa Romeo vítězství v mistrovství Evropy zopakovaly, ale to již byly nasazovány jak dvoumístné vozy Alfa Romeo Monza tak i monoposty Alfa Romeo Tipo B/P3. V Brně na 3. ročníku Masarykova okruhu startovali na Alfa Romeo 8C Monza Tazio Nuvolari a Antonio Brivio-Sforza. Nuvolari dojel 3. a Brivio-Sforza na 4. místě. V mistrovství Evropy zvítězil Tazio Nuvolari před Mario-Umbertem Borzacchinim (oba Alfa Romeo). Několika závodů automobilů do vrchu se úspěšně zúčastnily i vozy Alfa Romeo Monza. Na 7. ročníku závodu do průsmyku Kesselberg (Kesselbergstrasse je jednou z historických závodních tratí) se 12. června zúčastnil Rudolf Caracciola a vyhrál. Dalšího vítězství dosáhl Caracciola 4. září na 23. ročníku slavného závodu Mont Ventoux u Avignonu. Tyto vozy zvítězily v roce 1932 i na Torricelle u Verony (Tadini), Coppa Parma, Salsomaggiore-Monte Sant'Antonio (Foligno), Ascoli-Monterocco (Carraroli), Bolzano-Mendola Pass (Fontanini), Biella-Oropa (Trossi), Coppa del Cimino (Ghersi), Treponti-Castelnuovo (Casarotti), Bolsena-Montefiascone (Taruffi) atd.

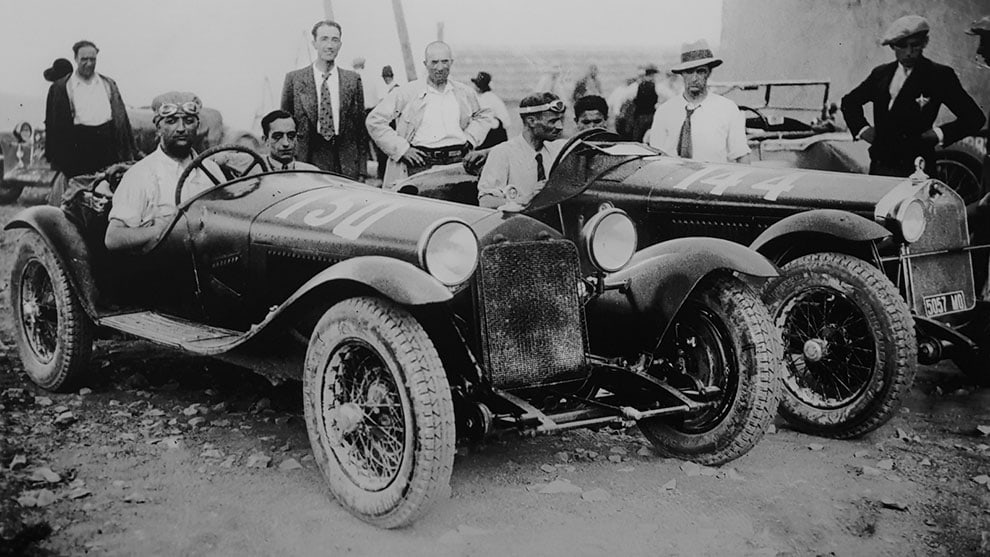
Enzo Ferrari (vlevo), Alfa Romeo 8C 2300 MM v závodu do vrchu Bobbio-Passo del Penice (1931)

V roce 1933 musela stáj Scuderia Ferrari používat dvoumístné vozy Alfa Romeo Monza 2600 (s objemem motoru zvýšeným na 2557 cm³, převrtaný na 68 mm), než tým obdržel od Alfy Romeo ex-workshop monoposty Tipo B/P3. Koncem roku 1932 totiž Alfa Romeo ukončila závodní činnost. Na brněnském okruhu v závodě 4. Masarykův okruh startovali Alfa Romeo 8C Monza 2300 Renato Balestrero, Paul Pietsch, Jean-Pierre Wimille, Guy Moll a Antonio Brivio-Sforza. Umístil se Jean-Pierre Wimille na 3. a Renato Balestrero na 8. místě. Od roku 1934 zůstaly „Monzy“ v rukou soukromých řidičů. Některé vozy byly přestavěny na monoposty zejména ty, které vlastnili Švéd Widengren, Nor Björnstad a Němec Pietsch. O oblíbenosti vozu mezi soukromníky v letech 1933-1939, zvláště na závodech na ledě ve Švédsku, Norsku a Finsku svědčí následující seznam vítězných závodů. Eugen Bjørnstad se v roce 1934 zúčastnil i 5. ročníku závodů v Brně, ale odpadl pro poruchu mazání v polovině závodu. 

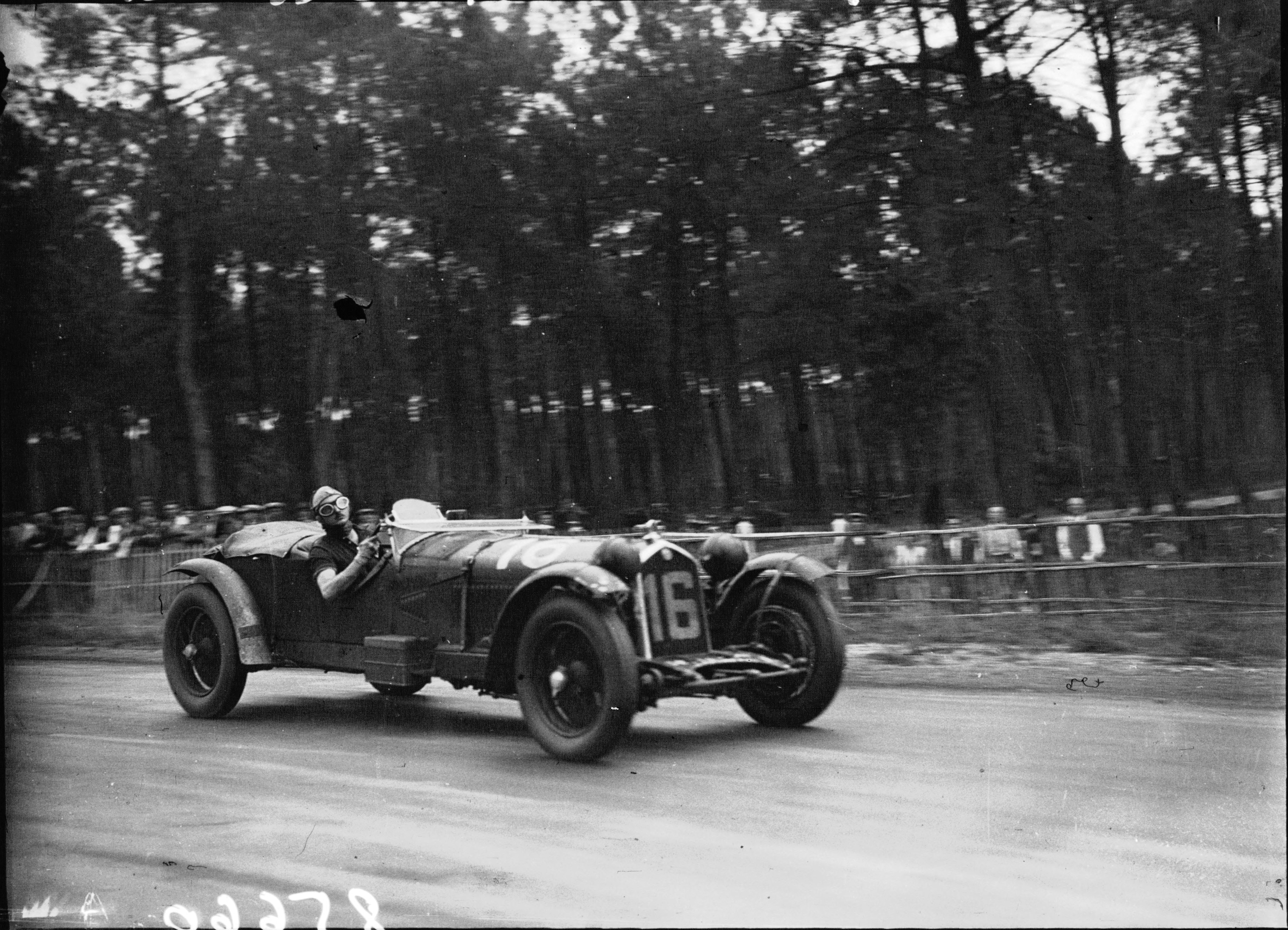
Hrabě Howe/Sir Henry Birkin, Alfa Romeo 8C, vítěz 24 hodin Le Mans (1931)

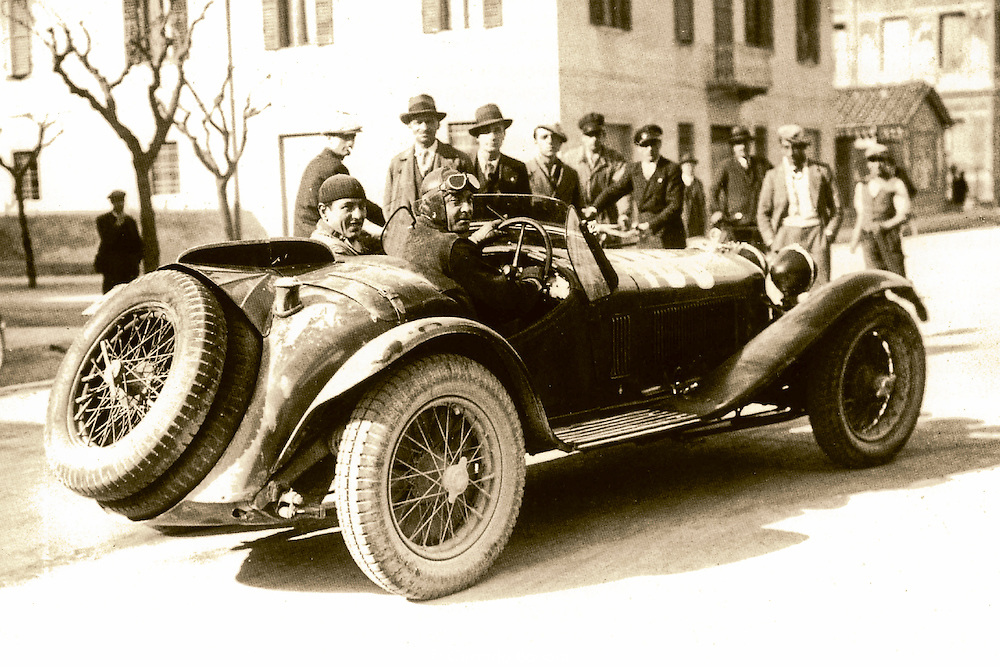
Baconin Borzacchini/Amedeo Bignami, Alfa Romeo 8C 2300 spyder Touring (2336 cm³), vítězi Mille Miglia (1932)

V závodech sportovních vozů se dvoumístné Alfa Romeo Monza výrazně prosazovaly od roku 1932. Jen v roce 1934 na Mille Miglia (7-8. dubna) obsadily tyto vozy prvá 3 místa v pořadí Varzi/Bignami (Alfa Romeo Monza 2,6 l), Nuvolari/Siena (Alfa Romeo Monza 2,3 l) a Chiron/Rosa (Alfa Romeo Monza 2,6 l). Na 24 h Le Mans (16-17. června) zvítězila posádka  Étancelin/Chinetti (Alfa Romeo 8C 2.3 l), na závodě 24 h Targa Abruzzo (12-13. srpen) vozy Alfa Romeo 2300A obsadily prvních 5 míst. O rok později 11-12. srpna 1935 na Alfa Romeo 2300A zvítězila posádka Franco Cortese/Francesco Severi na 24 h Targa Abruzzi (u Pescary). Typ 8C 2300 Le Mans zaznamenal ojedinělé úspěchy v závodu na 24 hodin ve francouzském Le Mans, když v letech 1931 až 1934 dokázal čtyřikrát po sobě vyhrát. V roce 1931 se do Le Mans přihlásily tři vozy, dva tovární vozy a třetí řízený soukromými britskými jezdci hrabětem Howem a Sirem Henry Birkinem. Tovární vozy závod nedokončily, ale Britové jej s velkou převahou vyhráli (druhý Mercedes SSL měl ztrátu 7 kol) a dosáhli průměrnou rychlost přes 125 km/h. Na italském Mille Miglia byl ještě úspěšnější, tam vyhrál 7x. Od roku 1936 byly tyto sportovní vozy vybaveny novým motorem o zdvihovém objemu 2905 cm³ (Alfa Romeo 8C 2900), který pocházel z modernizace monopostu Tipo B/P3. Tento motor poháněl v letech 1936-1941 mimo sportovních i cestovní vozy.
Následným typem pro závody Grand Prix s osmiválcovým motorem byl Alfa Romeo 8C-35 z roku 1935. To byl řadový osmiválec se zdvihovým objemem 3822 cm³ (vrtání 78, zdvih 100 mm), s kompresorem Roots dával výkon 246 kW/330 k. Vůz byl také znám jako Tipo C. Po vzoru německých vozů Mercedes-Benz W25 a Auto Union Typ B měl vůz nezávislé zavěšení a aerodynamickou karoserii. S objemem 3,8 litru byl motor posledním vývojem osmiválcového motoru používaného na typech Monza a Tipo B. Typ 8C-35 debutoval na GP Itálie 8. září 1935. Nuvolari část závodu jezdil v čele, ale potom odpadl s prasklým pístem. O týden později (15. září) Nuvolari už zvítězil. Bylo na 4. Okruhu v Modeně. Na Velké ceně Masarykově 29. září obsadil Nuvolari 2. místo těsně před dotírajícím Chironem na starším typu Alfa Romeo Tipo B/P3.
V roce 1936 Alfa Romeo představila dvanáctiválcový typ Alfa Romeo 12C-36, který měl být v závodech ještě úspěšnější. Přesto v roce 1935 a dalších v několika závodech 8C-35 dále vítězil např. v roce 1935 na 1. Grand Prix Maďarska (Nuvolari), Coppa Ciano (Nuvolari s Pintacudou), Coppa Edda Ciano (Tadini) a ve Velké ceně Doningtonu (Rüesch/Seaman).

## Technické parametry
Data dle 
|                                    | Motor                        | zdvihový objem | vrtání x zdvih | plnění válců    | výkon (k/kW) | max. rychlost | převodovka         | hmotnost     | podvozek     | výroba |
| Alfa Romeo 8C (2300) Monza         | řadový osmiválec, 16 ventilů | 2336 cm³       | ø 65 x 88 mm   | kompresor Roots | 133 kW/178 k | 180-200 km/h  | manuální, 4 stupně | 1000 kg      | Corto        | 1931-4 |
| Alfa Romeo 8C (2300) Le Mans       | řadový osmiválec, 16 ventilů | 2336 cm³       | ø 65 x 88 mm   | kompresor Roots | 116 kW/155 k | 170 km/h      | manuální, 4 stupně | 1000 kg      | Lungo        | 1931-4 |
| Alfa Romeo 8C (2600) Monza         | řadový osmiválec, 16 ventilů | 2557 cm³       | ø 68 x 88 mm   | kompresor Roots | 160 kW/215 k | 215 km/h      | manuální, 4 stupně | 770 kg       | Corto        | 1933   |
| Alfa Romeo 8C-35 (Tipo C)          | řadový osmiválec, 16 ventilů | 3822 cm³       | ø 78 x 100 mm  | kompresor Roots | 246 kW/330 k | 275 km/h      | manuální, 4 stupně | 750 kg       | Corto        | 1935   |
| Alfa Romeo 8C 2900A (Mille Miglia) | řadový osmiválec, 16 ventilů | 2905 cm³       | ø 68 x 100 mm  | kompresor Roots | 164 kW/220 k | 230 km/h      | manuální, 4 stupně | 850 kg       | Corto        | 1934-7 |
| Alfa Romeo 8C 2900B                | řadový osmiválec, 16 ventilů | 2905 cm³       | ø 68 x 100 mm  | kompresor Roots | 167 kW/225 k | 175-225 km/h  | manuální, 4 stupně | 1150-1250 kg | Corto, Lungo | 1937-9 |

## Vítězné závody Alfa Romeo 8C (1931-1947)
- Targa Florio (1931, 1932, 1933)
- Mille Miglia (1932, 1933, 1934, 1936, 1937, 1938, 1947)
- 24 hodin Le Mans (1931, 1932, 1933, 1934)
- Grand Prix Itálie (1931)
- Grand Prix Dieppe (1931)
- Coppa Ciano (1931, 1936)
- Circuit de Dauphine (1931)
- Grand Prix du Comminges (1931, 1932)
- Grand Prix Monaka (1932)
- ADAC Eifelrennen - Nürburgring (1932, 1933)
- Grand Prix Picardie (1932, 1933)
- Grand Prix města Lvova (1932, 1933)
- Grand Prix Lotrinska (1932)
- Grand Prix Marseille (1932)
- Munkkinimenajo (1932)
- Velká cena Švédská zima (1933, 1936)
- Svenska Isloppet (Ice race 1933)
- Grand Prix Tunis (1933)
- Circuito Pietro Bordino Alessandria (1933)
- Grand Prix Nîmes (1933)
- Grand Prix Penya Rhin (1933)
- Grand Prix de la Marne (1933)
- Mannin Moar - Isle of Man (1933)
- Sveriges Sommar (švédská letní) Grand Prix (1933)
- Vallentunaloppet (Ice race 1934)
- Grand Prix Norska, Lillehammer (Ice race 1934, 1935, 1936)
- Eläintarhanajot Helsinky (Ice race 1934, 1936, 1937, 1939)
- Circuito di Modena (1935)
- JCC International Trophy (1935)
- Limerick Race Ireland (1935)
- Långforssjöloppet (Ice race 1936)
- Hörkenloppet (Ice race 1936)
- Grand Prix Maďarska (1936)
- Coppa Edda Ciano (1936)
- Grand Prix Doningtonu (1936)
- Flatenloppet (Ice race 1937)
- Grand Prix des Frontiéres, Ardeny (1937)
- Grand Prix Bukurešti (1937)
- Grand Prix da Cidade di Rio de Janeiro (1937)
- Mountain Championship Brooklands (1937)
- Gran Premio de Buenos Aires (1941)